# San Frediano Rondinella S.S.
San Frediano Rondinella Società Sportiva SSDRL (thường được gọi đơn giản là Rondinella) là một câu lạc bộ bóng đá Ý có trụ sở tại Florence (Ý).

## Lịch sử

### Rondinella Firenze
Được thành lập vào năm 1946 với tên Rondinella Firenze, năm 1963, họ sáp nhập với Marzocco, giả sử tên của Rondinella Marzocco Firenze hoặc RM Firenze. Đội bóng đã giữ tên đó cho đến năm 1997, khi Rondinella sáp nhập với Impruneta Calcio, một đội bóng bán chuyên nghiệp khác ở Florence, và do đó được gọi là Rondinella Impruneta. Cuối cùng, họ đã trở lại tên ban đầu, do đó đội hiện được gọi là Rondinella.
Cái tên Rondinella xuất phát từ tiếng Ý rondine (nuốt) và logo của họ đại diện cho điều này. Đội bóng chơi tại Stadio Bozzi-Due Strade ở Florence.
Rondinella, đội thứ hai lịch sử ở Florence, cũng có một quá khứ huy hoàng, chơi vài năm ở Serie C; đặc biệt, lần cuối cùng của nó ở Serie C1 là vào năm 1986, và lần xuất hiện cuối cùng ở Serie C2 vào năm 2002. Tuy nhiên, câu lạc bộ đã trải qua một sự suy giảm nhanh chóng trong những năm gần đây, xuống hạng Serie D năm 2002, đến Eccellenza năm 2006 và Promozione năm 2007.
Vào mùa hè năm 2009 câu lạc bộ đã phá sản.

### San Frediano Rondinella
Vào mùa hè năm 2009, câu lạc bộ đã được cải tổ, sau sự phá sản của câu lạc bộ cũ, với cái tên của nó cho câu lạc bộ hiện tại.

## Cựu cầu thủ đáng chú ý
- liên_kết=|viền Andrea Barzagli
- liên_kết=|viền Sebastiano Rossi
- liên_kết=|viền Francesco Tavano